# In Concert Houston-Lyon
In Concert Houston-Lyon, ripubblicato nel 1997 come Cities in Concert: Houston-Lyon, è un album live di Jean-Michel Jarre, pubblicato nel 1987. Contiene le registrazioni di alcuni brani eseguiti nei due concerti di Rendez-Vous Houston e Rendez-Vous Lyon.

## Tracce

### In Concert Houston-Lyon
1. Oxygene V
2. Ethnicolor Part 1
3. Ethnicolor Part 2
4. Ethnicolor Part 3
5. Ethnicolor Part 4
6. Magnetic Fields I
7. Souvenir (Live Souvenir of China)
8. Equinoxe V
9. Blessing
10. Rendez-Vous III (Laser Harp)
11. Rendez-Vous II Part 1
12. Rendez-Vous II Part 2
13. Rendez-Vous II Part 3
14. Rendez-Vous II Part 4
15. Ron's Piece
16. Rendez-Vous IV

### Cities in Concert: Houston-Lyon
1. Oxygene V
2. Ethnicolor
3. Chants Magnetiques
4. Souvenir Of China
5. Equinoxe V
6. Rendez-Vous III (Laser Harp)
7. Rendez-Vous II
8. Ron's Piece
9. Rendez-Vous IV

## Musicisti a Houston
- Michel Geiss - Sintetizzatori
- Sylvain Durand, Dominique Perrier, Francis Rimbert, Pascal Lebourg - Tastiere e sintetizzatori
- Christine Durand - Soprano
- Joe Hammer - Batteria elettronica, Simmons
- Kirk Whalum - Sax alto
- The High School for the Performing Arts, The Singing Boys of Houston - Coro

## Musicisti a Lyon
- Michel Geiss - Sintetizzatori
- Francis Rimbert, Pascal Lebourg, Sylvain Duran - Tastiere e sintetizzatori
- Guy Delacroix - Basso
- Joe Hammer - Batteria elettronica, Simmons
- Dino Lumbroso - Percussioni elettroniche
- Kirk Whalum - Sax alto
- Christine Durand - Soprano
- L'Orchestre National de Lyon e L'Opéra de Lyon
- Marianne Pollin, Anne Rouch, Anne Meniér, Cécile Molinaro, Claudie Boisselier, Marie-Caroline Mathias, Françoise Guiriec, Aloyo Tsuzuraki - Violini
- Philippe Cauchy, Jean-Michel Bardet, Raymond Patry, Marc Desseigne, Jean Gotthold, Pierre Girard - Tromboni
- Michel Molinaro, Jöel Nicod - Corni
- Le Cigale de Lyon - Coro di bambini
- Le Cantrel de Lyon - Voci femminili
- Christian Wagner - Direttore del coro